# Sean McGinty
Sean Andrew McGinty (Maidstone, Anglia, 1993. augusztus 11. –) angol születésű ír labdarúgó, aki jelenleg a Tranmere Roversben játszik kölcsönben hátvédként.

## Pályafutása

### Manchester United
McGinty három évig volt tagja a Charlton Athletic ifiakadémiájának, mielőtt 2009-ben a Manchester Unitedhez került volna. Az ificsapattal 2011-ben megnyerte az FA Youth Cupot, majd ugyanebben az évben megkapta első profi szerződését. 2012. február 27-én kölcsönvette a negyedosztályú Morecambe. Egy nappal később, a Dagenham & Redbridge ellen debütált a csapatban. Március 12-én, a Hereford United ellen kificamodott a válla, így visszatért a Manchester Unitedhez.

## Fordítás
- Ez a szócikk részben vagy egészben  a   Sean McGinty című angol Wikipédia-szócikk fordításán alapul.  Az eredeti cikk szerkesztőit annak laptörténete sorolja fel. Ez a jelzés csupán a megfogalmazás eredetét és a szerzői jogokat jelzi, nem szolgál a cikkben szereplő információk forrásmegjelöléseként.

## Külső hivatkozások
- Sean McGinty pályafutásának statisztikái a Soccerbase oldalon (angolul)